# Пихні
Пихні (словац. Pichne) — село, громада в окрузі Снина, Пряшівський край, північно-східна Словаччина, за 5 км на північ-північний-захід від адмінцентру округу м. Снина.

## Історія
Давнє лемківське село. Вперше згадується 1312 року.

## Населення
| Рік:            | 1993 | 2003    | 2013    | 2023    |
| --------------- | ---- | ------- | ------- | ------- |
| Кількість осіб: | 554  | 569     | 567     | 550     |
| Різниця:        |      | +2,70 % | -0,35 % | -2,99 % |

| Рік:            | 2022 | 2023    |
| --------------- | ---- | ------- |
| Кількість осіб: | 555  | 550     |
| Різниця:        |      | -0,90 % |

В селі проживає 556 осіб.
Національний склад населення (за даними останнього перепису населення — 2001 року):
- словаки — 64,65 %
- русини — 19,60 %
- українці — 13,55 %

Склад населення за приналежністю до релігії станом на 2001 рік:
- греко-католики — 38,83 %,
- православні — 35,35 %,
- римо-католики — 20,70 %,
- не вважають себе віруючими або не належать до жодної вищезгаданої церкви  4,39 %

## Відомі люди
- Ганудель Зузана Томашівна — словацький мовознавець-україніст.
- Анна Плішкова — словацька лінгвістка (народилася у Снині, але дитинство провела у Пихнях, звідки походили її батьки).

## Пам'ятки
В селі є греко-католицька церква Успенія пресвятої Богородиці з 1867 р. та православна церква Успенія пресвятої Богородиці з 1994 р.

## Географія
Протікають Кадлубський потік і Пихнянка.